# Oxysarcodexia insolita
Oxysarcodexia insolita är en tvåvingeart som beskrevs av Guilherme A.M.Lopes 1946. Oxysarcodexia insolita ingår i släktet Oxysarcodexia och familjen köttflugor.
Artens utbredningsområde är Guyana. Inga underarter finns listade i Catalogue of Life.